# 耳地蔵尊 (豊岡市)

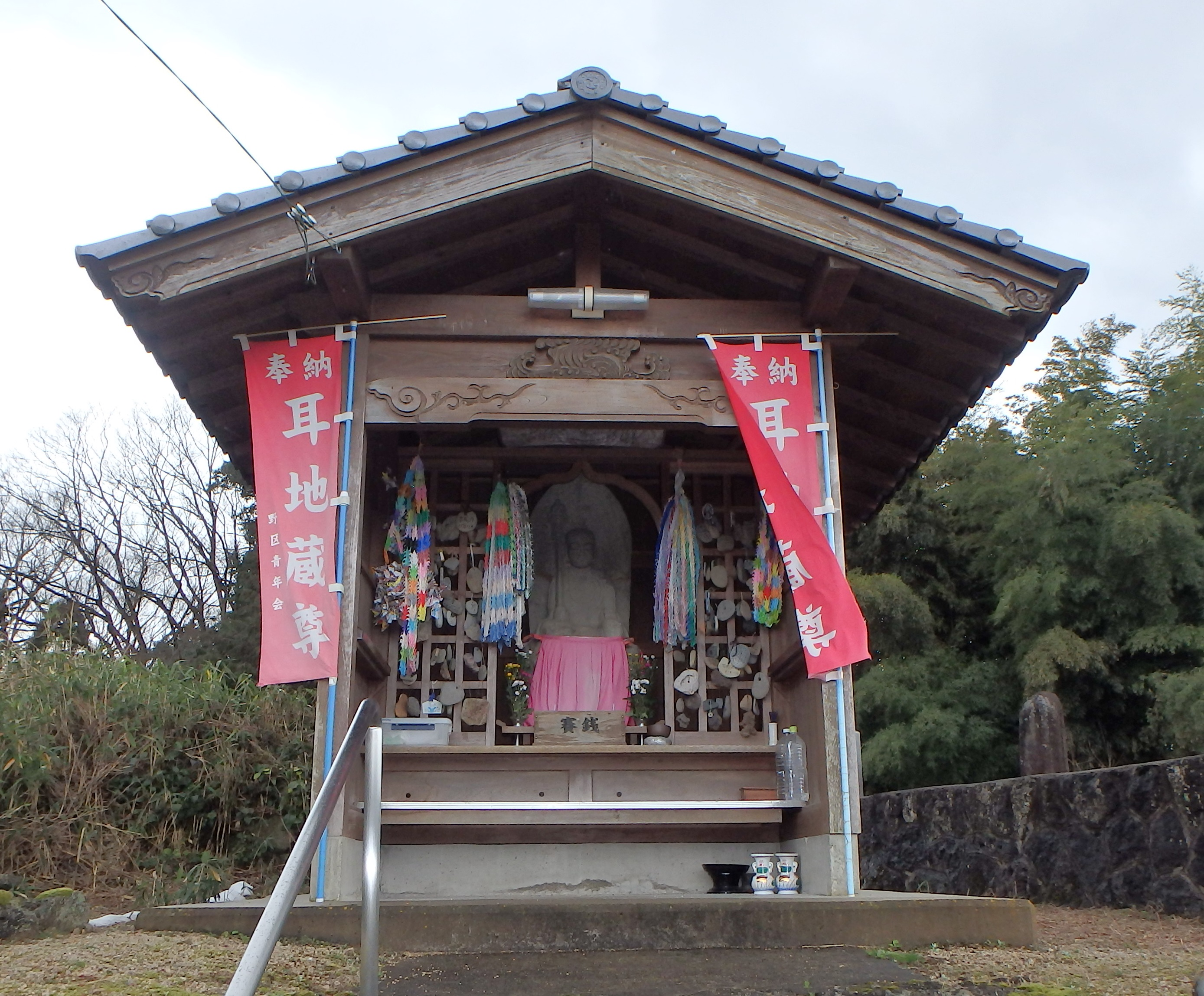
豊岡市日高町 耳地蔵尊

耳地蔵尊（みみじぞうそん）は、兵庫県豊岡市日高町野にある地蔵堂（北緯35度27分47.9736秒 東経134度43分45.5298秒 / 北緯35.463326000度 東経134.729313833度）。

## 概要
1800年ごろの建立と伝わる。耳の病気にご利益があるとされ、4月中旬には「耳地蔵祭り」が行われる。穴の開いた小石が奉納されている。

## 交通アクセス
- 山陰本線江原駅東口から全但バス神鍋高原方面行に乗り「植村冒険館前」で下車、徒歩7分。